# Долгоруков Микола Олександрович
Князь Микола Олександрович Долгоруков (1833 — червень 1873) — доктор медицини, дійсний статський радник, камергер, предводитель дворянства Полтавської губернії.

## Життєпис
Син князя Олександра Долгорукова (1809—1873) від шлюбу з Ольгою Булгаковою (1814—1865). Онук генерала князя Сергія Долгорукова та Олександра Булгакова.
Після домашньої освіти у 1850 році вступив на медичний факультет Московського університету. За словами Л. Толстого, «на той час це було рідкістю, щоб із цього кола хтось став лікарем». Але все пояснювалося просто, Микола I, стривожений революціями в Європі, обмежив кількість студентів трьомастами, щоб припинити дух вільнодумства, і Долгоруков не потрапив на інший факультет.
Закінчивши навчання в званні доктора медицини (1854), він був відправлений як лікар до придунайських князівств, а потім був відряджений до Севастопольського госпіталю. Через рік переміщений старшим ординатором до Царськосельського військового шпиталю і, не пробувши тут і року, як переміщений столоначальником медичного департаменту і відряджений військовим міністром для огляду шпиталів у Москві.
У 1855—1860 роках був чиновником особливих доручень при військовому міністрі, з зарахуванням до військово-медичного департаменту, але в 1860 зовсім залишив службу. У 1865—1871 роках жив у Кременчуці, був полтавським губернським предводителем дворянства.

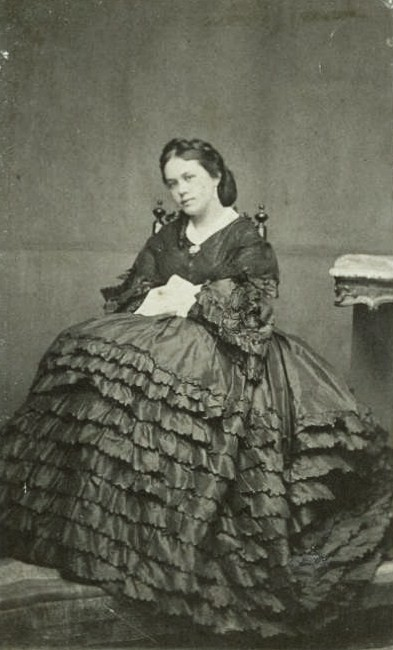
Марія Долгорукова

Знав особисто М. І. Глінку, Л. М. Толстого, А. А. Краєвського. За характеристикою С. М. Загоскіна, у суспільстві Долгоруков мав прізвисько «Коко» і був «la coqueluche des dame» (улюбленцем дам), жіноча стать цінувала його розум і різнорідні малі таланти; «маленький, верткий, непоганий собою, веселий, але хитрий і трохи нахабний, він умів тішити й веселити і малих, і старих, знаючи вже з юних років, чим і як кому сподобатися». За спогадами Б. М. Чичеріна
|  | «Долгоруков був малий порожній і хлищуватий, але недурний і з різними громадськими талантами: він непогано грав на сцені, приємно співав романси, добре читав уголос. У Кримську кампанію він був військовим медиком, потім вийшов у відставку, одружився з Базилевською і помер від розриву серця». |

## Родина
Дружина — Марія Базилевська (23.10.1840-09.12.1891), дочка полковника Івана Базилевського та онука тверського губернатора Петра Озерова. За словами Загоскіна, була дуже багатою і милою дівчиною. Майже постійно мешкала за кордоном. У її будинку у Флоренції бував декабрист Сергій Волконський та художник Нікітін. Письменник Толстой згадував, як перший раз прийшов до Долгорукова і потрапив на таку сцену: дружина його та відомий маркіз де Роган займалися дивною грою: вони робили якусь нотатку на стіні та намагалися, піднявши вище ногу, доторкнутися нею до стіни — хто вищий. Померла від сухот у Ментоні та була похована на російському цвинтарі Кокад у Ніцці.